# Big Inch

Le Big Inch et le Little Big Inch,(en français : le Grand Pouce et le Petit Pouce), est un réseau de deux pipelines de plus de 2 500 km chacun, l'un pour le pétrole brut et l'autre pour les produits raffinés, conçu aux États-Unis à partir de 1942  pour l'effort de guerre au cours de la Seconde Guerre mondiale.

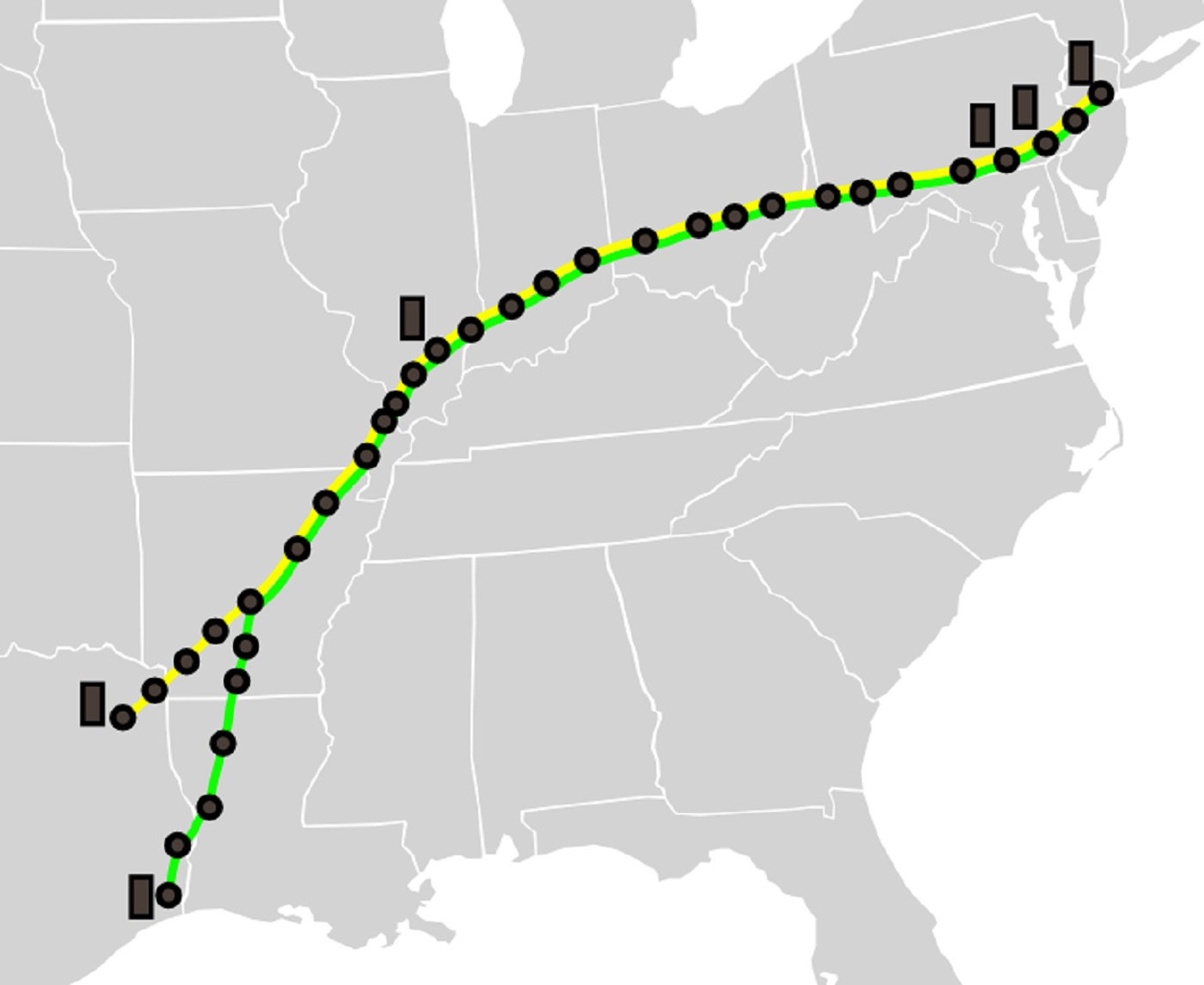
Carte du réseau pipeline Big Inch et le Little Big Inch traversant douze États, Texas, Louisiane, Arkansas, Missouri, Illinois, Indiana, Kentucky, Ohio, Pennsylvanie, New York, New Jersey et Connecticut

## Histoire
Dès janvier 1942, les lignes de ravitaillement des ports américains de la côte Atlantique sont menacés par la marine allemande qui profite de la faiblesse et de la désorganisation des défenses américaines. Les Allemands ont coulé 609 navires (dont 400 tankers transportant du pétrole), soit 3,1 millions de tonnes. C'est dans ce contexte que le gouvernement des États-Unis s'engage dans un grand chantier pour l'installation de deux pipelines, le Big Inch et le Little Big Inch entre les zones productrices du Sud et le Nord-Est des États-Unis pour remplacer le transport du pétrole par voie maritime entre le golfe du Mexique et la côte Est du pays. 
Deux pipelines de plus de 2 500 km chacun ont été posés dans des tranchées traversant douze États du Sud au Nord. Le premier va de Beaumont (Texas) à Newark (New Jersey). Le second va de Wink (Texas) à Norwalk (Connecticut).
Les Alliés brûlent sept milliards de barils, dont quatre-vingt-dix pour cent proviennent des États-Unis, principalement du Texas. La bataille de Normandie n’aurait pas été possible sans le réseau de Big Inch et le Little Big Inch qui ont joué un grand rôle au cours de la Seconde Guerre mondiale.

## Articles connexes

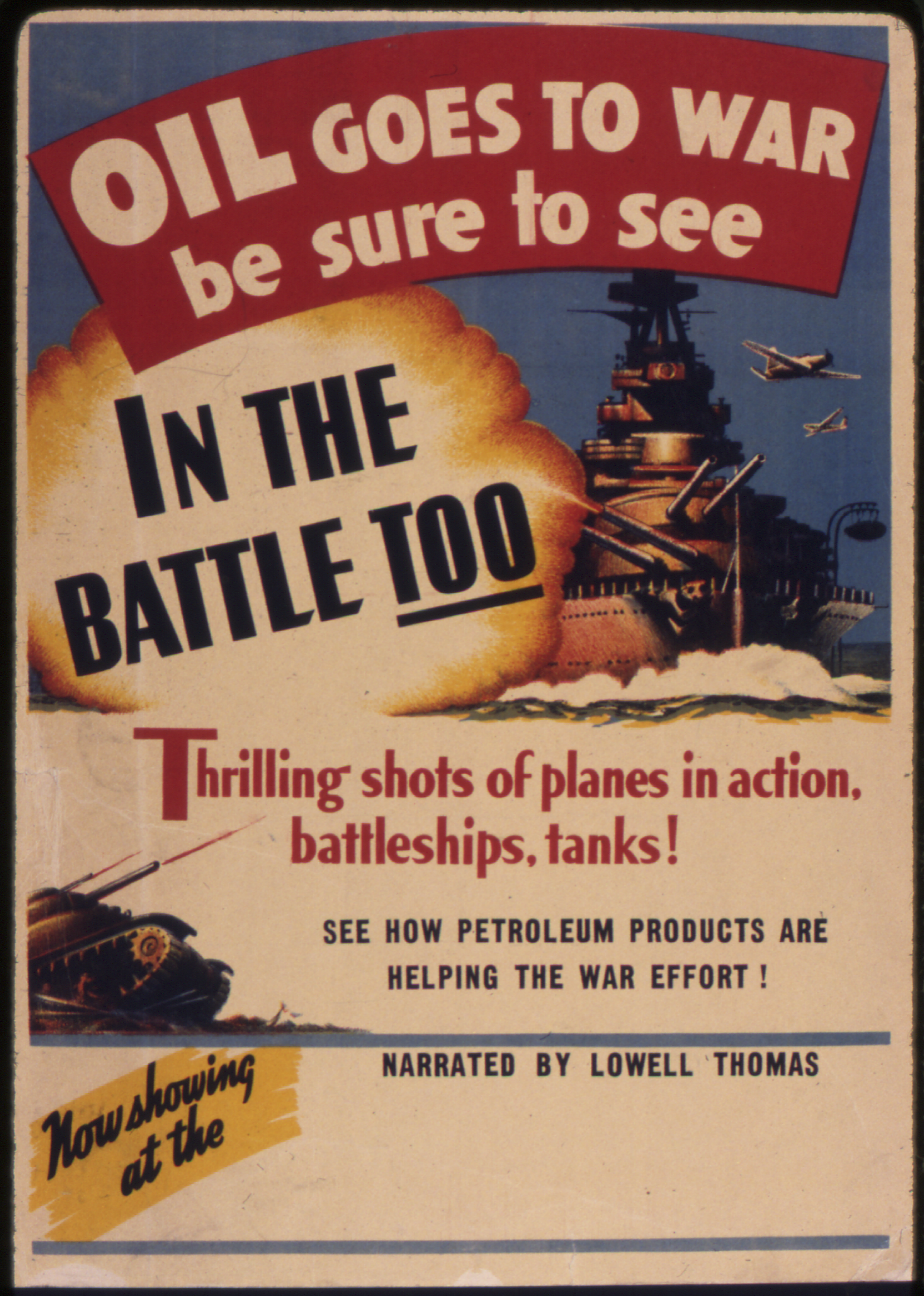
Une affiche américaine sensibilisant les compagnies pétrolières américaines à participer à l'effort de guerre(1942-1943)

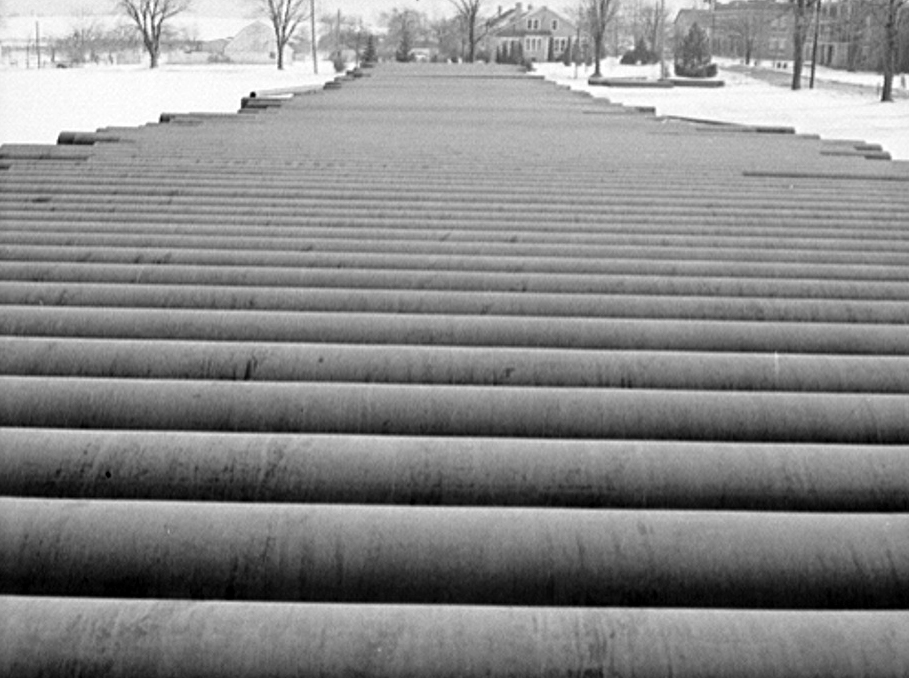
Dépôt de pipelines
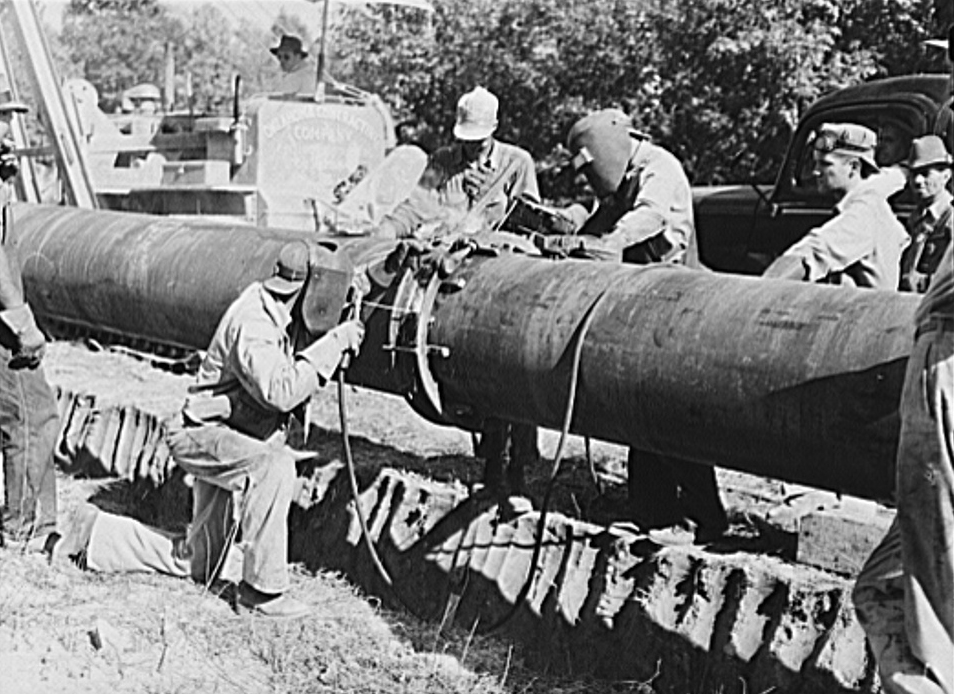
Des ouvriers en train de souder les pipelines
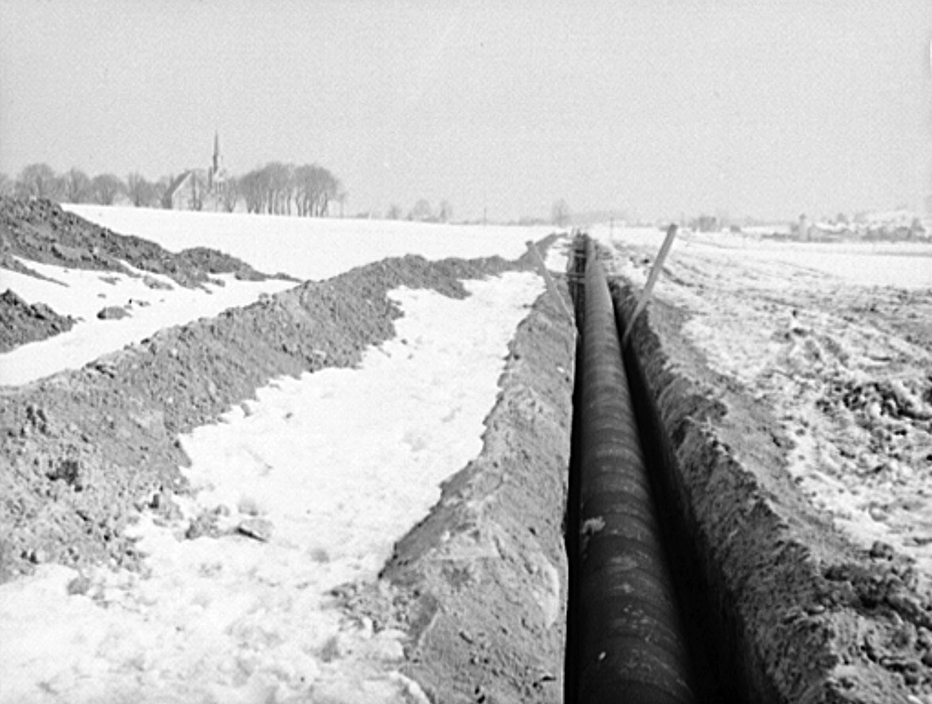
La tranchée
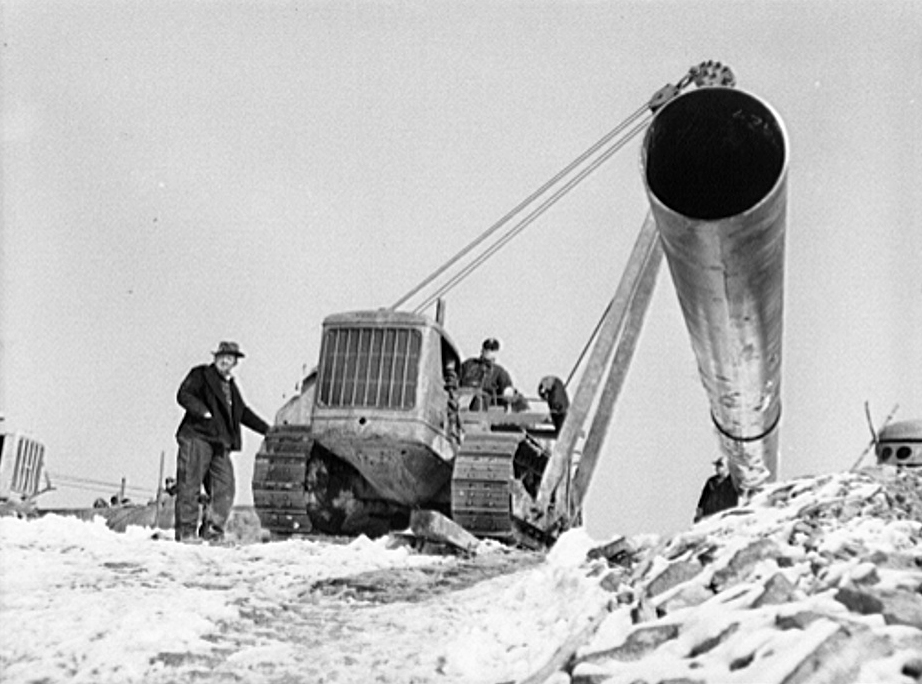
La pose par un tracteur Caterpillar